# Tweede Slag bij Saltville

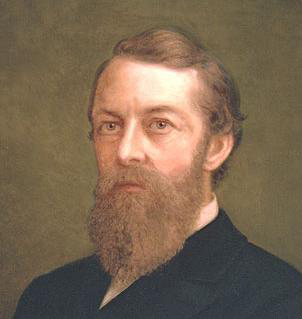
George Stoneman. Detail schilderij in het Capitool van Californië Museum

De Tweede Slag bij Saltville vond plaats op 20 en 21 december 1864 in Smyth County (Virginia) in de Amerikaanse Burgeroorlog, tijdens Stonemans raid van 1864.
Nadat de Zuidelijken zich door munitiegebrek hadden teruggetrokken uit Marion rukte generaal-majoor George Stoneman verder op naar Saltville. Daar bewaakten 500 militiesoldaten onder leiding van kolonel Robert Preston de zoutpannen en infrastructuur in en rond de stad. De Noordelijke aanval overrompelde de Zuidelijke militiesoldaten. Preston trok zich terug en Stoneman nam de stad in en verwoestte alles wat economische waarde had.